# Mounir El Allouchi
Pour l’article homonyme, voir Najib El Allouchi.
Mounir El Allouchi, né le 27 septembre 1994 à Roosendaal aux Pays-Bas, est un footballeur néerlando-marocain évoluant aux Karmiótissa FC.

## Biographie

### Carrière en club

#### Débuts et formation au NAC Breda
Mounir El Allouchi naît aux Pays-Bas dans une famille marocaine. Il grandit à Roosendaal et commence le football dans un club de sa ville, le RSC Alliance avant d'être transféré dans le club phare de la ville, le RBC Roosendaal. En 2011, le club du RBC Roosendaal tombe en faillite. El Allouchi retourne pour une saison au RSC Alliance avant d'être transféré au NAC Breda. 
En 2014, Mounir signe son premier contrat professionnel avec le club du NAC Breda, pour trois saisons, jusqu'en 2017. Le 8 novembre 2014, El Allouchi effectue officiellement ses débuts en Eredivisie lors d'une défaite 0-1 face à l'AZ Alkmaar. L'entraîneur Eric Hellemons (en) fait rentrer El Allouchi dans les huit dernières minutes en remplacement de Jesse van Bezooijen (en). Ayant des difficultés à sa faire une place parmi les nombreux joueurs à son poste, Mounir El Allouchi se voit placé sur la liste des transferts.
Le 14 août 2021, il s'engage officiellement aux FAR de Rabat au Maroc et signe un contrat de quatre ans.

#### Prêt à Helmond Sport
Lors du mercato hivernal de la saison 2015-16, le joueur rejoint en prêt le club d'Helmond Sport, en deuxième division néerlandaise, pour une durée d'une saison et demie. Le joueur trouve dans ce club énormément de temps de jeu, et se lâche en jouant 48 matchs et en marquant 9 buts.